# Bukit Damai
Bukit Damai is een bestuurslaag in het regentschap Sumbawa Barat van de provincie West-Nusa Tenggara, Indonesië. Bukit Damai telt 2385 inwoners (volkstelling 2010).